# Mossel
Mossel är en by i Floda socken i Gagnefs kommun, Dalarnas län. SCB avgränsade här en småort mellan 1995 och 2023.